# Plaça d'Urquinaona
La plaça d'Urquinaona de Barcelona és una plaça al barri de la Dreta de l'Eixample del districte de l'Eixample, en la frontera amb el barri de Sant Pere, Santa Caterina i la Ribera del districte de Ciutat Vella. Hi conflueixen la Ronda de Sant Pere, la Via Laietana i els carrers Fontanella, el d'Ausiàs March, el de Pau Claris, el de Trafalgar i el de Roger de Llúria. Hi aflora una de les boques de l'Estació d'Urquinaona, de les línies L1 i L4 del Metro de Barcelona.

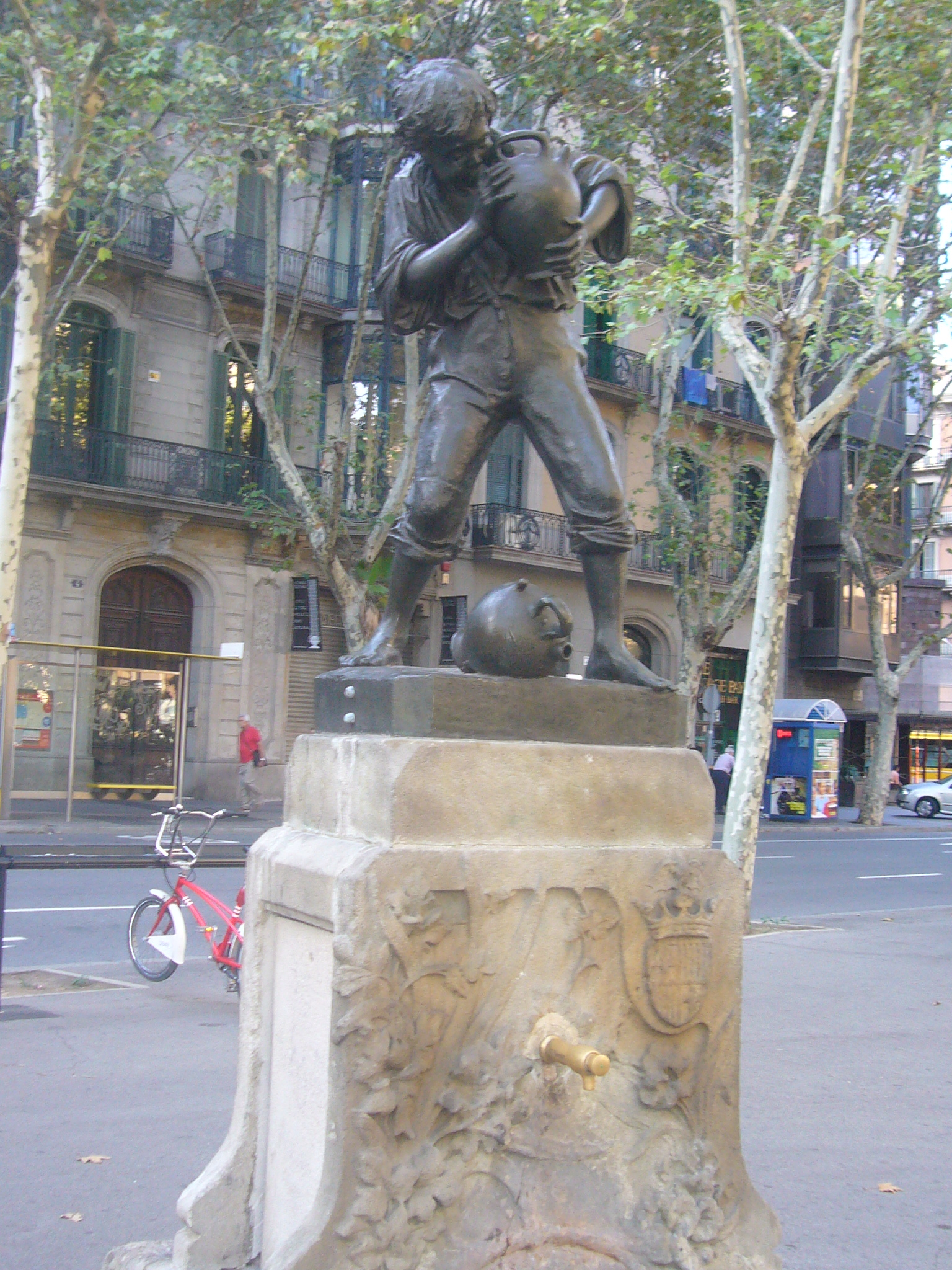
Font del Noi dels càntirs, obra de Josep Campeny i Santamaria

Va ser anomenada en honor de José María de Urquinaona Bidot (Cadis 1813 - Barcelona 1883), bisbe de Barcelona des de 1878 fins a 1883. La plaça va ser creada l'any 1857, després de la demolició dels baluards de Sant Pere i de Jonqueres. El seu primer nom va ser plaça Nova de Jonqueres.
La superfície urbanitzada és de 18.050 metres quadrats, amb una àrea enjardinada central on hi ha la Font del Noi dels Càntirs, obra de l'any 1912, de l'escultor Josep Campeny i Santamaria. L'edifici més alt de la plaça és la Torre Urquinaona, i el Teatre Borràs n'és un altre edifici destacat. A la cantonada entre Trafalgar i Via Laietana hi ha la seu del Conservatori Superior de Música del Liceu.